# Rasisalai United FC
Der Rasisalai United Football Club (thailändisch สโมสรฟุตบอลราษีไศล ยูไนเต็ด) ist ein professioneller thailändischer Fußballverein aus der Provinz Sisaket, der in der zweiten Liga spielt.

## Geschichte
Der Verein wurde 2019 gegründet. Von 2019 bis 2022 spielte Rasisalai in der Thailand Amateur League. 2022 wurde man Sieger der North/Eastern Region. Anschließend gewann man die Meisterschaft der Upper Region und stieg in die dritte Liga auf. Hier trat man in der North/Eastern Region an. Am Ende der Saison 2024/25 wurde man Meister der North/Eastern Region. Als Meister qualifizierte man sich für die Aufstiegsspiele. In der Gruppe B der National Championship belegte man den ersten Platz und qualifizierte sich somit für das Halbfinale. Hier trag man auf den Pattani FC. Aus zwei Halbfinalspielen ging man mit 5:4 als Sieger hervor. Im Finale traf man auf den Songkhla FC. Hier konnte man sich in zwei Endspielen mit insgesamt 5:1 durchsetzen. Rasisalai wurde Gesamtmeister der dritten Liga und stieg somit in die zweite Liga auf.

## Erfolge
- Thailand Amateur League: 2022  ▲
- Thai League 3 – North East: 2024/25
- Thai League 3 – National Championship: 2024/25

## Stadion
Der Verein trägt seine Heimspiele im Sisaket Provincial Stadium in Sisaket aus. Das Stadion hat ein Fassungsvermögen von 15.000 Personen.

## Aktueller Kader
Stand: 1. Februar 2025
| Nr. |           | Position | Name                    |
| --- | --------- | -------- | ----------------------- |
| 2   | Thailand  | AB       | Apidech Chansitha       |
| 4   | Thailand  | AB       | Apirak Thongjan         |
| 5   | Brasilien | AB       | Ramon Mesquita          |
| 6   | Thailand  | AB       | Nattakrit Thongnoppakun |
| 7   | Thailand  | MF       | Nattapon Yongsakool     |
| 8   | Thailand  | MF       | Natchanon Yongsakool    |
| 9   | Thailand  | MF       | Teerayut Ngamlamai      |
| 10  | Brasilien | MF       | Gilberto Macena         |
| 11  | Thailand  | ST       | Noppawit Petch-om       |
| 17  | Thailand  | TW       | Chakhon Philakhlang     |
| 19  | Thailand  | AB       | Aphisit Nusonsala       |
| 21  | Thailand  | ST       | Winai Aimoat            |
| 23  | Thailand  | MF       | Jirawat Chingchaiyaphum |
| 27  | Thailand  | ST       | Supab Muengchan         |

| Nr. |           | Position | Name                     |
| --- | --------- | -------- | ------------------------ |
| 28  | Thailand  | MF       | Thanongsak Khrutthasarn  |
| 29  | Thailand  | AB       | Jaruphong Wongphithak    |
| 30  | Thailand  | AB       | Thitiphong Photumtha     |
| 32  | Thailand  | MF       | Somyot Pongsuwan         |
| 33  | Thailand  | MF       | Tewa Saengnako           |
| 35  | Thailand  | TW       | Sarawut Konglarp         |
| 37  | Brasilien | ST       | Alberto Moreira          |
| 42  | Thailand  | TW       | Pongsakorn Buatab        |
| 47  | Thailand  | MF       | Tayawat Nomrawee         |
| 55  | Thailand  | AB       | Yingyong Butngam         |
| 69  | Thailand  | AB       | Gideon Chukwuma Ndububa  |
| 76  | Thailand  | AB       | Phitakpong Chaiyapho     |
| 98  | Thailand  | AB       | Noppadol Rojchanakongyoo |
| 99  | Thailand  | TW       | Sakkongpop Sukprasert    |

## Trainer
| Trainer        | Nation   | von           | bis   |
| -------------- | -------- | ------------- | ----- |
| Panuwat Sripao | Thailand | 2020          | ?     |
| Arnon Bandasak | Thailand | 12. Juli 2024 | heute |

## Saisonplatzierung
| Saison  | Liga                                 | Liga  | Liga                                         | Liga                                         | Liga                                         | Liga                                         | Liga                                         | Liga                                         | Liga                                         | Pokal               | Pokal                  |
| Saison  | Liga                                 | Level | Spiele                                       | S                                            | U                                            | N                                            | Tore                                         | Punkte                                       | Position                                     | FA Cup              | League Cup             |
| ------- | ------------------------------------ | ----- | -------------------------------------------- | -------------------------------------------- | -------------------------------------------- | -------------------------------------------- | -------------------------------------------- | -------------------------------------------- | -------------------------------------------- | ------------------- | ---------------------- |
| 2019    | Thailand Amateur League              | 5     | 3                                            | 0                                            | 0                                            | 3                                            | 4:15                                         | 0                                            | 4. Group B                                   | –                   | –                      |
| 2020    | Thailand Amateur League              | 5     | Keine Austragung wegen der COVID-19-Pandemie | Keine Austragung wegen der COVID-19-Pandemie | Keine Austragung wegen der COVID-19-Pandemie | Keine Austragung wegen der COVID-19-Pandemie | Keine Austragung wegen der COVID-19-Pandemie | Keine Austragung wegen der COVID-19-Pandemie | Keine Austragung wegen der COVID-19-Pandemie | –                   | –                      |
| 2021    | Thailand Amateur League              | 5     | Keine Austragung wegen der COVID-19-Pandemie | Keine Austragung wegen der COVID-19-Pandemie | Keine Austragung wegen der COVID-19-Pandemie | Keine Austragung wegen der COVID-19-Pandemie | Keine Austragung wegen der COVID-19-Pandemie | Keine Austragung wegen der COVID-19-Pandemie | Keine Austragung wegen der COVID-19-Pandemie | Qualifikationsrunde | –                      |
| 2022    | Thailand Amateur League (North/East) | 4     | 7                                            | 7                                            | 0                                            | 0                                            | 33:6                                         | 21                                           | 1. ▲                                         | 2. Runde            | –                      |
| 2022/23 | Thai League 3 – North/East           | 3     | 24                                           | 13                                           | 7                                            | 4                                            | 54:24                                        | 46                                           | 3.                                           | –                   | 1. Qualifikationsrunde |
| 2023/24 | Thai League 3 – North/East           | 3     | 24                                           | 6                                            | 7                                            | 11                                           | 41:38                                        | 25                                           | 9.                                           | –                   | 2. Qualifikationsrunde |
| 2024/25 | Thai League 3 – North/East           | 3     | 20                                           | 16                                           | 3                                            | 1                                            | 66:14                                        | 51                                           | 1. ▲                                         | –                   | –                      |
| 2025/26 | Thai League 2                        | 2     |                                              |                                              |                                              |                                              |                                              |                                              |                                              |                     |                        |

## Beste Torschützen seit 2022
| Saison  | Name            | Tore |
| ------- | --------------- | ---- |
| 2022    | Supab Muengchan | 15   |
| 2022/23 | Supab Muengchan | 18   |
| 2023/24 | Supab Muengchan | 12   |
| 2024/25 | Alberto Moreira | 18   |
| 2025/26 |                 |      |